# Iglesia del Corpus Christi y Monasterio de los Dominicos en Lviv

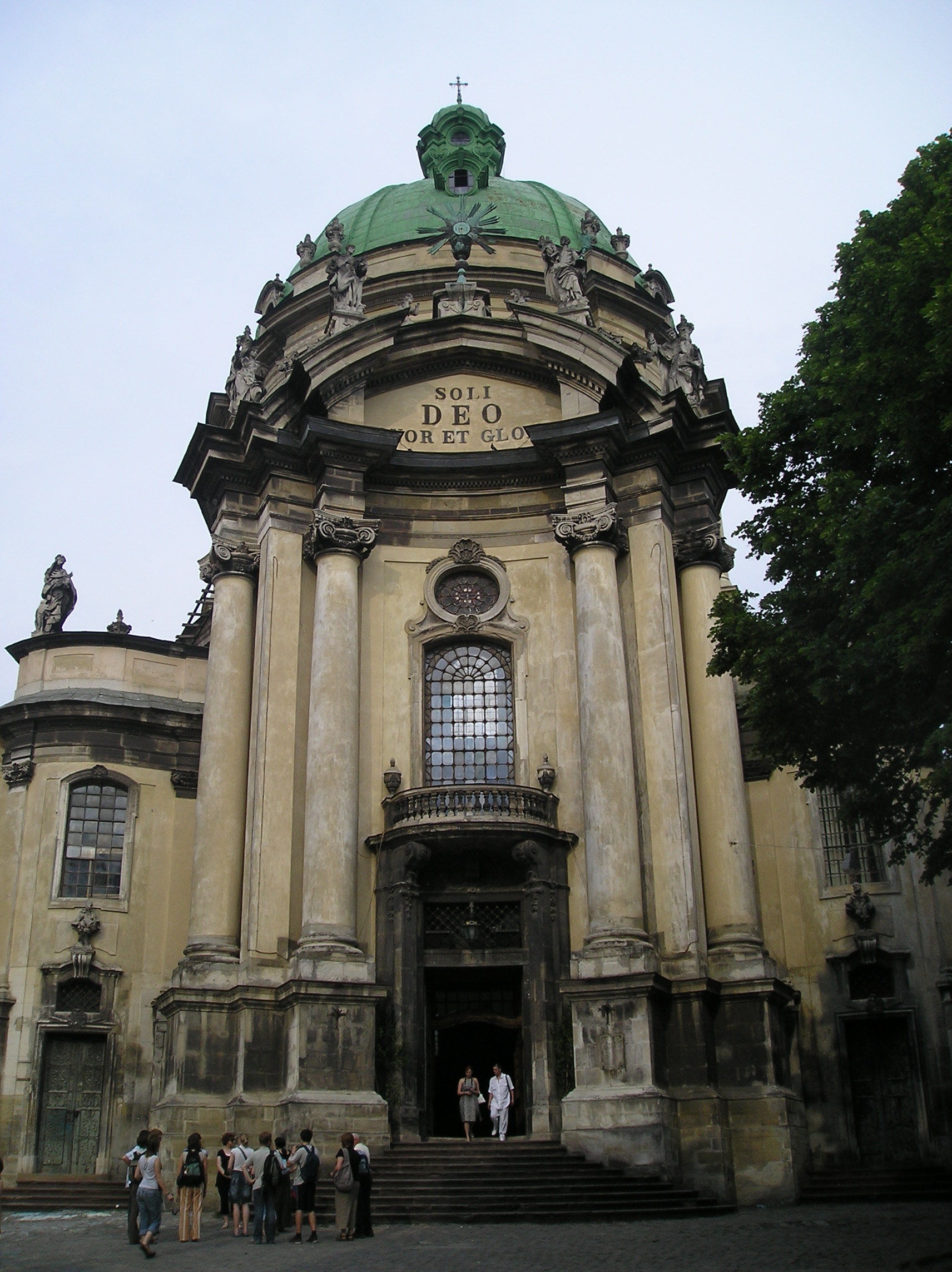
Iglesia de los Padres dominicanos

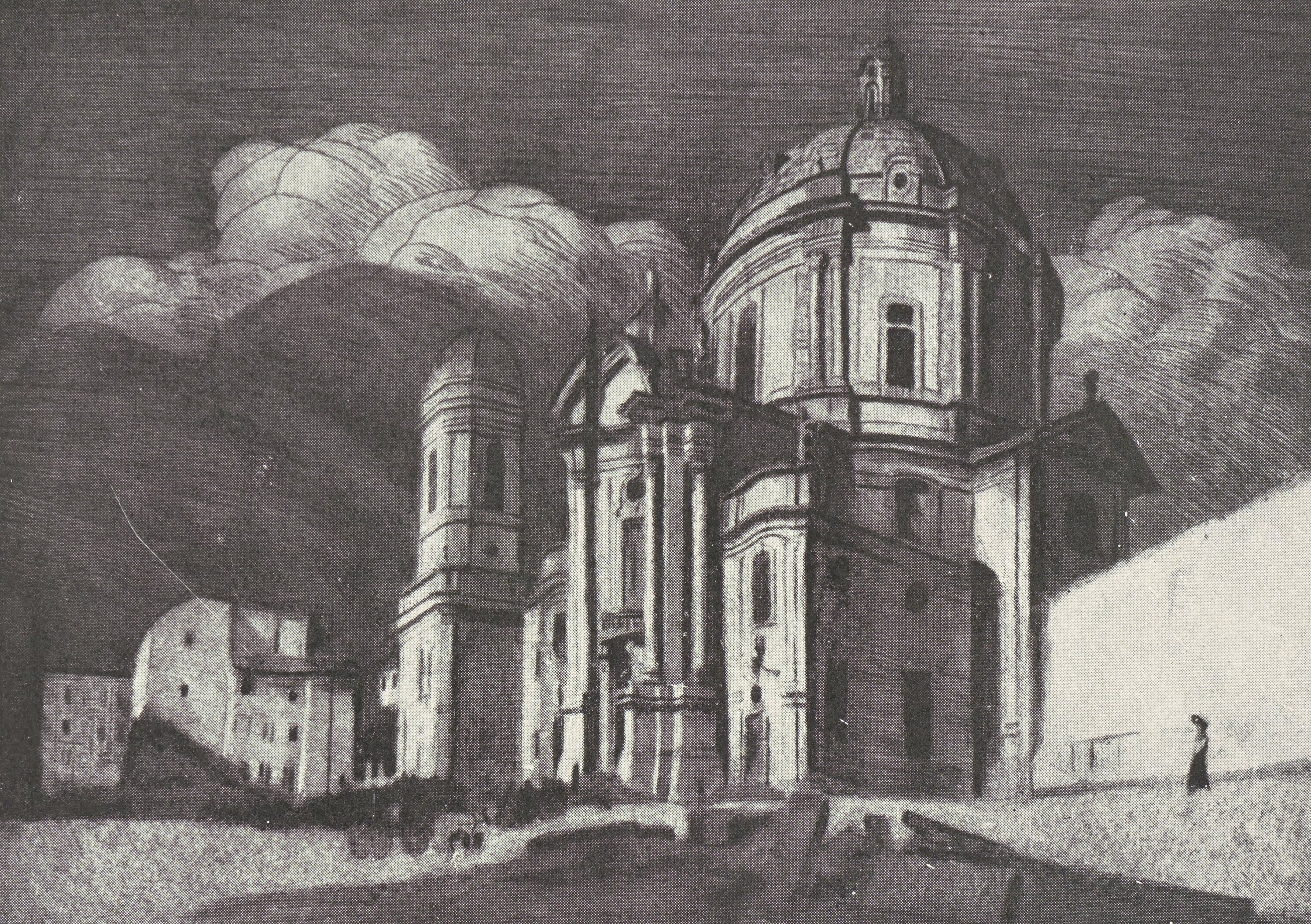
EN. saltaste Iglesia dominicana en Lviv, grabado, Museo Nacional de Cracovia

La Iglesia del Corpus Christi es una iglesia de culto greco-católico ucraniano que tiene anexo el  Monasterio de los Padres dominicanos. Está ubicada en la llaza del  museo 1 en la parte noreste del casco antiguo de Lviv. Es uno de los monumentos barrocos más magníficos de Lviv, Leópolis.

## Historia
Los dominicos de la provincia polaca emprendieron una amplia actividad misionera en Rutenia en el siglo XIII, aprovechando los privilegios papales. La acción misionera fue patrocinada por el príncipe Leszek el Blanco, Odrowąż y el obispo Iwon de Cracovia. En el capítulo general de la orden en Burdeos en 1277, se permitió a la provincia polaca fundar dos monasterios "versus Russiam", porque un poco antes, alrededor de En el año 1250 ya existía en Lviv una iglesia dominicana con el nombre misionero de San Juan el Bautista. El monasterio en forma de estación misionera fue construido antes de 1297. La construcción de la Iglesia Dominicana en Lviv comenzó en la segunda mitad del siglo XIV, y se completó después de 1400.
Según la tradición, los primeros dominicos llegaron a Lviv aproximadamente en el año 1600 a. C. 1234 durante el gobierno de los príncipes de la dinastía Romanovich. Templo de madera, que probablemente data de la década de 1990. siglo XIII Se supone que se quemó durante las guerras por la Rutenia Roja libradas después de 1340 por el rey Casimiro el Grande.La fundación formal del convento dominico fue realizada en 1378 por el gobernador del rey de Hungría y Polonia, Luis Vladislao, duque de Opole. Se construyó entonces una iglesia de ladrillo, mantenida en el llamado del tipo de Kazimierz, con cuerpo corto de dos naves, bóveda sostenida por un pilar y presbiterio alargado. Sobre el tejado se construyó un campanario. Después de un incendio en 1407, a expensas de Mikołaj Benko y Anna née Żabokruk, la iglesia fue reconstruida en estilo gótico junto con los edificios del monasterio. De esa época podrían ser el crucifijo negro del altar mayor y la imagen de culto de Nuestra Señora de San Juan, realizada en alabastro (siglo XIV). Se considera que el probable autor del conjunto es el maestro Niczko (Mikołaj) de Cracovia. Desde 1458, los monasterios rutenos de los dominicos formaron parte de la provincia polaca de la orden.
En 1511 la iglesia fue devastada por un incendio. Los trabajos de reconstrucción fueron apoyados por el arzobispo Bernard Wilczek.
En 1527 la iglesia se quemó durante un gran incendio que consumió todo el Lviv gótico.
A pesar de estos desastres, el Monasterio del Corpus Christi resurgió de su decadencia, ganó importancia y se enriqueció. A finales del siglo XVI Le pertenecían cinco aldeas; en tres de ellas, los monjes también ejercían el ministerio pastoral en parroquias.
En 1556 el maestro Grygier construyó un edificio para la biblioteca y a finales del siglo se erigió un nuevo dormitorio. A finales del siglo XVI y principios del siglo XVII El prior Jan Błaszczyk construyó más edificios en estilo manierista . De esta época quedan lápidas realizadas en alabastro, atribuidas a Hermann van Hutte. Muestran, entre otros: Wacław Dzieduszycki (m. 1584), Jan Swoszowski (m. 1604), Stanisław Włodek (m. 1615) y se mantienen en el estilo del manierismo holandés.
A principios del siglo XVII En el monasterio vivían más de cien monjes. A partir de 1612, Lviv se convirtió en el centro de la recién creada provincia rutena. En el convento funcionaron la Tercera Orden Dominicana, así como las cofradías del Nombre de Jesús, del Rosario y de San Francisco. Ana.
En 1621, de camino a la Guerra de Chocim, el rey Segismundo III Vasa se detuvo en casa de los dominicos. La iglesia gótica comenzó a derrumbarse en la primera mitad. siglo XVIII En 1742 las bóvedas se hicieron visibles. Los superiores del monasterio decidieron demoler el edificio y construir uno nuevo. Un año después de la demolición de la iglesia en 1744, Józef Potocki, Gran Hetman de la Corona y Castellano de Cracovia, principal benefactor del nuevo templo, colocó la primera piedra del edificio. La obra fue apoyada en 1749 por el starost de Kániv, Mikołaj Bazyli Potocki.
Dos años después fue coronada la imagen milagrosa de Nuestra Señora de la Victoria. Según la leyenda, fue creado en la corte imperial de Constantinopla. Luego debía estar en Kiev, Halych y Lviv. De hecho, el cuadro fue pintado en el círculo artístico bizantino (en Creta o quizás en Venecia) en el siglo XV o XVI. El 1 de julio de 1751, el cuadro fue coronado con coronas papales por el arzobispo Mikołaj Ignacy Wyżycki, y a las ceremonias de coronación asistieron arzobispos de tres ritos: latino, griego y armenio, así como multitudes de fieles.
En los años 1749-1751 se construyó la capilla de la familia Potocki. Nuestra Señora de Jackowa. Fue la primera parte del templo en terminarse. La figura de alabastro de la Virgen con el Niño que se encuentra en la capilla, según la tradición, procede de Kiev y fue traída de allí por San Nicolás Jacek, ante la amenaza tártara, fue fundada probablemente en el XIV/XV. en Europa Occidental y fue traído a Lviv por orden de los dominicos.
En 1769 el arzobispo Wacław Hieronim Sierakowski consagró la iglesia terminada. El autor del diseño de esta obra tan destacada del Alto Barroco en las tierras de la antigua Mancomunidad de Polonia-Lituania fue el arquitecto militar Jan de Witte. Planificó la iglesia alrededor de una nave elíptica, que estaba cubierta por una enorme cúpula rematada con una linterna. La fachada representativa de la iglesia contiene una enorme cantidad de expresión y dinamismo. Muestra la influencia del arquitecto austríaco Fischer von Erlach, el constructor de la iglesia vienesa de San Nicolás. Carlos Borromeo. El coconstructor de la iglesia de Lviv fue el maestro Marcin Urbanik. Las obras de acabado duraron hasta 1798.
El interior de la iglesia estaba repleto de verdaderos tesoros de la escultura rococó, entre los que las más admirables eran las figuras de miembros de órdenes religiosas que vivían según la regla agustiniana (incluidos los dominicos), situadas en lo alto, en el tambor de la cúpula. Las esculturas fueron realizadas por Sebastian Fesinger, uno de los principales representantes de la escultura rococó de Lviv. Otro de sus representantes, Piotr Polejowski, es considerado el creador de la decoración del altar mayor, diseñado en 1766 por Urbanik, que incluye las figuras de cuatro santos: Pedro, Pablo, Mateo y Juan Bautista.
La iglesia recién construida fue víctima de incendios dos veces: en 1766 y 1778. Este último provocó graves daños al complejo de la iglesia y del monasterio. En los años siguientes se reconstruyeron la iglesia y el monasterio. Entre los años 1792 y 1798 el arquitecto Klemens Ksawery Fesinger completó la fachada y la decoró con la inscripción "Soli Deo Honor et Gloria".
En el momento de la primera partición de Polonia, en el convento vivían 75 monjes: 38 sacerdotes, 12 clérigos y 25 hermanos. Afortunadamente el monasterio de Lviv salió ileso de la represión josefina.
En 1811 en la capilla de Santa Dominica, la lápida de estilo Imperio del conde Józefa fue construida en mármol de Carrara. Dunin-Borkowska (fallecida en 1811), tallada por el escultor danés Bertel Thorvaldsen, su única obra en Lviv.
En 1865 se construyó junto a la iglesia un campanario de dos pisos, haciendo referencia estilística a la arquitectura de la iglesia. El autor del proyecto fue Józef Braunseis.
En los años 1885-1914 se llevó a cabo una restauración a fondo de la fachada y luego de la decoración interior y del mobiliario del templo. La restauración fue descrita como desafortunada porque dio como resultado la eliminación de las características de estilo originales de muchas de las obras de arte. El color de las paredes cambió del blanco al crema y las esculturas verdes de representantes de las órdenes agustinas fueron doradas. El altar mayor fue sustituido por una copia en estuco. En su interior se construyeron numerosos altares nuevos de estilo neorococó y un púlpito. Se modificó la forma de la linterna de la cúpula, dándole una forma octogonal.
En 1916 se puso en funcionamiento un órgano moderno, fabricado por la empresa de Kazimierz Żebrowski de Cracovia, con un prospecto diseñado por Edgar Kováts. Después de la guerra, el órgano fue trasladado al edificio de la Filarmónica, donde actualmente se encuentra en mal estado de conservación.
Los dominicos operaron en su monasterio hasta la Segunda Guerra Mundial. Después del final de la guerra se vieron obligados a abandonar su cuartel general. En 1972, el edificio del monasterio se transformó en el Museo de la Religión y el Ateísmo, y la iglesia albergó, entre otras cosas, almacén de cemento. Posteriormente, la iglesia fue incorporada al museo, que funcionó en su formato actual hasta 1990. Después de la guerra, el cuadro milagroso de Nuestra Señora de la Victoria fue encontrado en Gdansk, en la iglesia dominicana local. En 1994, su copia fue colocada en el altar mayor de la iglesia de Lviv. La Santa Madre de Dios, que una vez estuvo en la capilla de Potocki, también abandonó Lviv después de la guerra y actualmente se encuentra en el monasterio dominico de Cracovia.
En los años 90 En la década de 1980, la iglesia fue entregada a la Iglesia greco-católica ucraniana, mientras que parte de los edificios del monasterio todavía albergan un museo (como el Museo de Historia de la Religión).

## Arquitectura

### Apariencia
La planta de la iglesia presenta una doble planta: central-elíptica y cruciforme, cubierta en el centro con una maciza cúpula apoyada sobre un alto tambor y rematada con una linterna decorada; La cúpula es un elemento característico del panorama de Lviv. El punto central de todo el complejo es la nave de planta elíptica, cuyo eje mayor discurre de este a oeste. La nave está enmarcada por columnas de pared y rodeada por un anillo de capillas dispuestas radialmente, tres a cada lado. En el lado oeste hay un vestíbulo con dos anexos laterales. En el lado oriental hay un presbiterio rectangular con una gran sacristía y la capilla Potocki.Llama la atención la monumental fachada occidental, con un vivo ritmo de planos cóncavo-convexos, dividida por dos pares de columnas macizas que sostienen un entablamento roto y un frontón ondulado rematado con la imagen de un cáliz y una hostia radiante, símbolo de la Eucaristía. La riqueza de la decoración de la fachada se complementa con estatuas de piedra de santos dominicos. Entre las dos columnas centrales se encuentra la entrada principal y sobre ella un balcón sostenido por ménsulas con balaustrada de piedra y dos jarrones. Sobre el balcón hay una ventana francesa con un marco decorativo y encima hay una ventana ovalada con un marco con motivo de conchas. Los anexos laterales, que flanquean el portal principal, están enmarcados por pares de pilastras y presentan superficies convexas en contraste con la disposición cóncava del pórtico. Toda la fachada de la iglesia está ricamente decorada con columnas, pilastras, almohadillados y marcos decorativos de puertas y ventanas.

### Diseño de interiores
El edificio de la iglesia se distingue por su uniformidad de estilo y la armonía de toda la disposición. En el interior, la cúpula elíptica sostiene ocho pares de columnas con capiteles ricamente decorados ( ornamentación de conchas y un motivo de la hostia en gloria). También se colocan pares de columnas en el interior de la pandereta. Entre las columnas se encuentran las entradas a las capillas laterales. Sobre las columnas, a la base del pandero, se encuentran las 18 figuras de madera de santos de la regla agustiniana antes mencionadas, colocadas de dos en dos sobre pedestales. Estas esculturas se encuentran entre los logros más destacados de la escultura rococó de Lviv. Sobre las esculturas hay una balaustrada sobre la que se colocan jarrones de piedra. En la base de la cúpula hay cuatro óculos ricamente enmarcados.
El interior está decorado en estilo rococó (esculturas, altares) o neorococó (púlpito, caja del órgano, algunos altares). El lugar central del presbiterio lo ocupaba originalmente un altar mayor rococó, exento, de madera con una pintura de la Virgen María, sustituido a principios del siglo XX. Copia de estuco, flanqueada por cuatro figuras de los evangelistas en madera dorada, que data de la época del primer altar. En el remate, bajo el dosel, hay un crucifijo de madera negra del siglo XV. y encima un cáliz con un ejército en gloria.
En lo profundo del presbiterio, detrás del altar mayor, se encuentra el coro sacerdotal, que antaño albergaba un altar con una pintura de Santa María Magdalena, pintada por J. PAG. Eisenmenger (1818).
Entre las lápidas cabe destacar la ya mencionada lápida de la Condesa Józefa. Dunin-Borkowska, un monumento al gobernador austríaco Franz von Hauer de 1824, diseñado por Anton Schimser, y la lápida de Artur Grottger de 1880, diseñada por Walery Gadomski.
Una serie de lápidas de alabastro de los siglos XVI y XVII. Se encuentra en la cripta junto a la iglesia. Las más valiosas de ellas, que representan figuras de caballeros tumbados con armadura, se atribuyen a Hermann van Hutte o Jan Pfister.

### El edificio del monasterio
El edificio del antiguo convento fue construido en el siglo XVI. como un edificio de dos plantas, compuesto por varias alas, creando dos patios interiores. Su arquitectura conserva elementos góticos (fragmentos de claustros). El Museo de Historia de la Religión, ubicado entre sus muros, alberga valiosas colecciones de iconos, judaica y grabados antiguos.